# Zoológico de Cincinnati
Zoológico de Cincinnati é o segundo jardim zoológico mais antigo dos Estados Unidos da América, e está situado na cidade de Cincinnati, Ohio. Ele foi fundado em 1875, apenas 14 meses após a inauguração do Zoológico da Filadélfia em 1 de julho de 1874. A sua Casa dos Répteis é a instalação de zoológico mais antiga dos Estados Unidos, datada do ano de inauguração.
Foi nesse zoológico que ficou exposto o último exemplar em cativeiro de um pombo-passageiro. A fêmea, chamada Martha, morreu em 1 de setembro de 1914. 

## Principais exibições

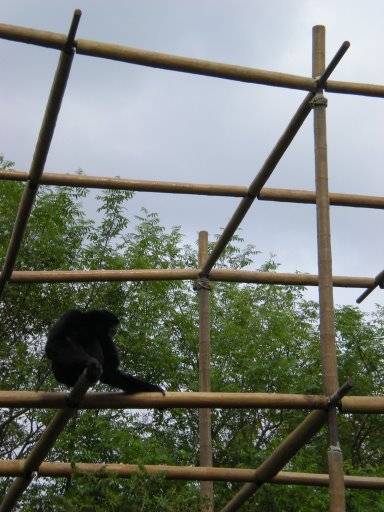
Monkey Island

- Cat House - leopardos, jaguatiricas, gato-de-pallas, gato-pescador, gato-bravo-de-patas-negras, caracal etc.
- Gibbon Islands - Siamang e outros gibões.
- Giraffe Ridge - girafas Maasai.
- Gorilla World - gorillas.
- Jungle Trails - primatas, incluindo orangotangos de sumatra e bonobos.
- Kroger Lords of the Arctic - urso-polar.
- Lemur Lookout - lêmures.
- Marge Schott-Unnewehr Elephant Reserve - elefantes-asiáticos.
- Monkey Island - macacos japoneses ou macacos da neve.
- Nocturnal House - binturongues, orictéropos, morcegos, etc.
- Otto M. Budig Family Foundation Manatee Springs - Vida selvagem oriunda da Flórida, incluindo peixe-boi, crocodilo e aligator.
- Passenger Pigeon Memorial - Martha, o último pombo-passageiro conhecido, que morreu no Zoo em 1914.
- Penguin Walkabout - pinguim-azul, pinguim-africano, etc.
- P&G Discovery Forest - bicho-preguiça, arara, jiboia, tucano, etc.
- Reptile House - Casa dos Répteis.
- Rhino Reserve - rinoceronte indiano, rinoceronte negro, etc.
- Siegfried & Roy’s White Lions of Timbavati - leões-brancos, que são raros.
- Spaulding Children’s Zoo - cabras, lobos, aranhas, etc.
- Spaulding Lorikeet Landing - loriinaes.
- Tiger Canyon - tigres e guepardos.
- Wetland Trails & Swan Lake - cisnes e animais de pântano nativos.
- Wildlife Canyon & Sumatran Rhino - rinoceronte de Sumatra.
- Wings of the World - pinguim-rei, calau, etc.
- Wolf Woods - lobos-mexicanos e lontras.
- World of the Insect - Mundo dos Insetos